# Africo
Africo (tiếng Hy Lạp: Aphrikon) là một đô thị ở tỉnh Reggio Calabria, trong vùng Calabria của Italia. Africo giáp các đô thị Bianco, Bova, Bruzzano Zeffirio, Cosoleto, Roghudi, Samo, Sant'Agata del Bianco, Staiti. Arico có diện tích 51 km2, dân số 3463 người.
Các đô thị giáp ranh: 
Bianco, Bruzzano Zeffirio, Cosoleto, Roghudi, Samo, Sant'Agata del Bianco, Staiti